# Ole Due
Ole Due (10. februar 1931 – 21. januar 2005 i Hillerød) var en dansk dommer og præsident for EF-domstolen fra 1988-1994.